# Сивуля
Сиву́ля (укр. Велика Сивуля) — высочайшая вершина в Горганах. Расположена между верховьями рек Лимницы и Солотвинской Быстрицы. Имеет две конусообразные вершины — Сивуля-Большая, высотой 1836 м и Сивуля-Малая, высотой 1818 м.
Покрыта буково-еловыми и еловыми лесами, выше которых распространены каменные россыпи и небольшие долины.
Пешком до Сивули можно подниматься несколькими способами: из села Осмолода, из села Старая Гута или села Быстрица.